# البنك الوطني للتجارة والاستثمار
البنك الوطني للتجارة والاستثمار, تم إنشاء في العاشر من مارس في عام 1998 برأس مال يبلغ قدره 500 مليون ريال يمني، ولقد ارتفع رأس المال إلى مليارين و250 ونيف مليون ريال يمني في نهاية شهر ديسمبر من العام 2004 ميلادية.

## مجلس إدارة البنك الوطني
النواة المؤسسة كانت على يد د. أحمد علي الهمداني رئيس مجلس الإدارة وأعضاء مجلس الإدارة اسمائهم كالتالي:
مجلس الإدارة
- د. حسين عبد الخالق الجلال
- أ. عبد الإله محمد المعمري والعضو المنتدب أيضًَا
- الشيخ ناجي عبد الله الغادر عضو مجلس الإدارة.
- الشيخ حزام أحمد الربع عضو مجلس الإدارة
- الشيخ عبد الله ضيف الله مجيديع عضو مجلس الإدارة
- أ. محمد ناجي الرويشان عضو مجلس الإدارة
- أ. يحيى صالح الضنين عضو مجلس الإدارة
- أ. هاني أحمد علي حمود عضو مجلس الإدارة والذي يعتبر الأبن الثاني لرئيس مجلس الإدارة بعد المتوفي الأول إيهاب
- أ. عبد الله محمد الخولاني عضو مجلس الإدارة
- د. ثائر علي شعلان عضو مجلس الإدارة ومساعد العضو المنتدب. والذي أيضا رئس مجلس إدارة الشركة العربية للتأمين التي اسسها الدكتور أحمد الهمداني

### إدارة البنك
سيد شبيه مهدي تقوي أو (النقوي) وهو باكستاني الجنسية المدير العام ويحيى محمد العبادي نائب المدير العام.

### لمحة من المشهد العام للبنك الوطني عام 2004م
بشكل عا بلغ عدد البنوك العاملة في الجمهورية اليمنية عام 2004م 15 بنكا 4 منها بنوك أجنبية + 11 بنكا وطنيا يمنيا، وقد احتل البنك الوطني للتجارة والاستثمار المراتب الآتية:
- - المرتبة الخامسة: من حيث مساهمته في حجم الاعتمادات وخطابات الضمان والشيكات السياحية والبطاقات الائتمانية والشيكات مقبولة الدفع لدى البنوك مجتمعة.
- - المرتبة السادسة: من حيث مساهمته في حجم الإقراض في البنوك. ويجب التركيز على هذه النقطة والتي كانت من الاسباب الرئيسية في انهيار البنك.
- - المرتبة التاسعة: من حيث مساهمته في إجمالي التوظيفات المجمعة للبنوك في الأوراق المالية الحكومية وشهادات الإيداع.
- - المرتبة التاسعة: من حيث مساهمته في الميزانية المجمعة للبنوك.
- - المرتبة العاشرة: من حيث مساهمته في حجم الودائع المجمعة للبنوك.

## البنك الدولي للتجارة والاستثمار
كان البنك الوطني من أول البنوك على المستوى الأقليمي والذي يدخل ضمن برنامج تمويل التجارة العربية فقد عقد صفقات تجارية واسعة تمت بين الجمهورية اليمنية والبلدان العربية كما هو موجود في المثال في بقية المقالة وايضا تم تعيين البنك كوكالة وطنية لتمويل التجارة العربية التي تتم في الأراضي اليمنية.
ولقد اختير البنك الوطني خصيصا وكيلا لبرنامج الصادرات السعودي ويعزى هذا الأمر بحكم العلاقات القوية لرئيس مجلس الإدارة بعدد من الدول الأقليمية والدولية وتم تنفيذ العديد من الصفقات بين السعودية واليمن ومثال على ذلك ما تم التوقيع عنه في يوم الثلاثاء الموافق 8 يناير 2003م على اتفاقية تمويل معدلة بين البنك الوطني للتجارة والاستثمار والصندوق السعودي للتنمية ستمكن البنك من الاستفادة من التسهيلات البالغة 7 ملايين و500 ألف ريال سعودي، وقد قام بتوقيع الاتفاقية نيابة عن الصندوق مدير عام برنامج الصادرات الأخ إبراهيم المفلح وعن البنك الوطني الدكتور أحمد علي الهمداني رئيس مجلس الإدارة.
ولقد اختير البنك الوطني من قبل صندوق النقد العربي Arab Monetary Fund كمركز ربط شبكة معلومات التجارة العربية في اليمن، وتم تعيين البنك ممثلا وطنيا للمؤسسة العربية لضمان الاستثمار، وعين أيضا ممثلا وطنيا للمؤسسة الإسلامية لضمان الاستثمار وائتمان الصادرات. ولقد قدم خدمات كبيرة في هذا المجال. واصبح ملاذا آمناً لكثير من المؤسسات والهيئات الدولية والمهتمة بتمويل أوضمان تمويل التجارة بين اليمن وبلدان أخرى وبحسب له زيادة عدد بنوكه المراسلة في العالم التي تجاوزت الـ 30 بنكا مراسلا.

## البنك الوطني وعلاقته الأقليمية
من الصفقات التي وقعها البنك الا وهي الصفقة التي تمت في عام 2005 في شهر 6 بين الينك الوطني، وصندوق تنمية الصادرات السعودية، واتفقا على خط تمويل بين البلدين، ونصت الاتفاقية على زيادة حجم تمويل الصندوق للبنك الوطني، من خلال رفع خط التمويل من مليونَي دولار إلى أربعة ملايين دولار، وتم تخصيص خط التمويل لدعم عمليات الاستيراد والتصدير بين الجمهورية اليمنية والسعودية عبر البنك الوطني الذي اعتبر الوسيط الاوحد للصفقات الكبرى في اليمن، وكذا زيادة وتطوير خط التمويل مستقبلا ولكن هذا لم يتم بسبب سوء الإدارة والثقة الزائدة في اعطاء مبالغ من دون ضمانات واضحة وبينة.وقد تم الإتفاق وتم التوقيع على الاتفاقية عن جانب البنك الدكتور احمد علي الهمداني رئيس مجلس إدارة البنك مدير عام برنامج الصادرات السعودية إبراهيم بن محمد المفلح. وبعد التوقيع أشار الدكتور احمد الهمداني إلى ارتفاع خط التمويل بين البنك والصندوق من نصف مليون دولار إلى أربعة ملايين دولار، مؤكداً حرص البنك على استيعاب فكرة خط التمويل الموقع مع صندوق تنمية الصادرات السعودية والاستمرار في تنفيذ اتفاقية التمويل وبما من شأنه تطوير وتعزيز حجم التبادل التجاري بين اليمن والسعودية. وقد أكد إبراهيم المفلح حرص صندوق تنمية الصادرات السعودية على تعزيز وتطوير التبادل التجاري بين السعودية واليمن من خلال الاتفاقيات التي وقعها برنامج الصادرات مع عدد من البنوك اليمنية. ودعا المفلح المستوردين اليمنيين إلى الاستفادة من رفع خط التمويل الموقع مع البنك الوطني، معرباًعن أمله في زيادة نشاط الصندوق لخدمة القطاعين الخاص اليمني والسعودي ومن خلال زيادة الاتفاقيات بين مؤسسات وشركات القطاع الخاص في البلدين.

## قرار وضع اليد على البنك الوطني
جاء قرار وضع اليد يوم 6 ديسمبر 2005م، وسارعت الإجراءات بالزج بالدكتور أحمد الهمداني خلف القضبان، وتقديمه للقضاء، ولم تكن هناك مؤشرات مسبقة لتحليل الوضع المالي أو الملاءة المالية للبنك، كان البنك المركزي قد أعلن وضع يده على البنك الوطني من دون الإفصاح عن الأسباب التي دفعته إلى اتخاذ هذا القرار. ووفقاً للمادة 42 من القانون الخاص بالبنوك التي تخوله وضع يده على أي من البنوك إذا كان البنك متعسراً أو كان يواجه أزمة سيولة وهنا يحق للبنك المركزي أن يضع يده حفاظاً على حقوق المودعين، وهذه لم تكن الحالة آنذاك· وقد شكت مصادر مصرفية من صعوبة فهم ما حدث للبنك الوطني، وتزايدت في نفس الوقت مخاوف البنوك الصغيرة الأخرى من الوقوع في هاوية الإفلاس· وقد برر البنك المركزي اليمني البلاغ الذي أصدره أن هذا الإجراء يأتي استنادا للمواد (43 و44 و46) من القانون رقم (38) لسنة 1998م بشأن البنوك، مؤكدا بأنه بهذا القرار يكون البنك المركزي، قد ألغى كافة صلاحيات مجلس الإدارة والإدارة التنفيذية للبنك الوطني للتجارة والاستثمار، وبالتالي آلت تلك الصلاحيات إلى لجنة وضع اليد المعينة من قبل البنك المركزي اليمني. وقد استعانت إدارة البنك بشركة محاسبة أمريكية معتمدة والتي خلصت ان البنك كان يستطيع الاستمرار ولكن تدخل البنك المركزي ووضع اليد بدون سابق إنذار كان من الاسباب التي ادت إلى انهياره.

## سجن رئيس وأعضاء مجلس إدارة البنك الوطني
أصدرت الشعبة الابتدائية بالمحكمة الجزائية المتخصصة بقضايا امن الدولة اليوم بعد ما يزيد على العام و3 أشهر وأكثر من 18 جلسة محاكمة، حكمها على رئيس وأعضاء مجلس إدارة البنك، حيث رفضت كافة الدعاوي المدنية المقدمة من جميع المدعيين بالحق المدني، وقضت بالسجن عامين لرئيس مجلس إدارة البنك الوطني للتجارة والاستثمار الذي أعلن البنك المركزي اليمني إفلاسه أواخر العام قبل الماضي 2005م الدكتور أحمد علي الهمداني وعلى أن يظل مسؤولا عن القروض والتسهيلات الممنوحة بدون ضمانات. كما قضت المحكمة في جلستها برئاسة القاضي نجيب القادري رئيس الشعبة بحبس المدانين وهم أعضاء في مجلس الإدارة لمدة اثني عشر شهرا وهم عبد الله علي صغير المزنعي وبشير أحمد عبد الواسع الاديمي وصلاح عبد الله محمد اليافعي، فيما قضت بالحبس لمدة ثمانية أشهر على ثائر علي أحمد شعلان وعبده مهيوب عبد الله المهيوب وعبد الله محمد الخولاني وناجي عبد الله الغادر.
واكتفت المحكمة بالمدة التي قضاها كلا من عبد الاله محمد المعمري وسيد شبيه مهدي نقوى وحزام احمد إسماعيل الربع وأفرجت عنهم. وبعد النطق بالحكم أعلن ممثل المدعي العام خالد صالح الماوري استئنافه للحكم وقال إن النيابة تستأنف الحكم إجمالا لعدم تناسب العقوبة التي قررها القاضي في حكمه مع العقوبات المنصوص عليها في القانون، مطالباً بسجن المتهمين لمدة تتراوح ما بين ثلاث إلى 10 سنوات. ولقد كانت النيابة الجزائية قدمت في يناير العام الماضي 2006م أعضاء مجلس إدارة البنك وعددهم (9) أحدهم فار من وجه العدالة والذي هو الشيخ الغادر وبينهم موظف ضرائب بتهمه خيانة الأمانة وتبديد أموال البنك الوطني وتسهيل قروض لهم ولأقاربهم وأصدقائهم بدون ضمانات كما قدمت النيابة في وقت آخر قرار اتهام تكميلي لمتهمان آخران بتهمة اختلاس أموال البنك بطرق غير مشروعة. ولقد كان وكيل النيابة الجزائية استعرض في الجلسة قبل الماضية ما قدمه خلال الجلسات السابقة من أدلة تدين المتهمين منها المستندات للقروض والتسهيلات الممنوحة لهم التي أدت إلى تبديد أموال المودعين والمساهمين المقدرة بمبلغ يقارب عشرين مليار ريال، مطالباً المحكمة إعادة المتهم الخامس عبده المهيوب إلى السجن حتى يسدد ما عليه وإغلاق باب المرافعات وحجز القضية للحكم وإنزال أقصى العقوبات على المتهمين طبقا للقوانين المقرة قانونا. ولقد كان الإعلان الذي أصدره البنك المركزي اليمني مؤسسة النقد اليمنية أواخر العام قبل الماضي 2005م بإفلاس البنك الوطني للتجارة والاستثمار الذي كان يعتبر من أكبر البنوك التجارية الوطنية باليمن احدث هزة كبيرة في ثقة الشارع اليمني بالبنوك والمصارف بشكل عام دون تفريق بين بنك دولي أو محلي كبير أو صغير إسلامي أو تجاري، حيث هبّ عدد كبير من المتعاملين مع البنوك اليمنية آنذاك بسحب حساباتهم من البنوك، إلا أن اغلب تلك البنوك رفضت صرف أي شيكات كبيرة تفادياً للإفلاس كما حصل مع البنك الوطني للتجارة والاستثمار. وكان البنك المركزي اليمني ومؤسسة النقد اليمنية اقرا أواخر العام الماضي وضع اليد على البنك الوطني للتجارة والاستثمار، مشيراً إلى أنه اتخذ هذا القرار بعد أن وصل الحال بالبنك الوطني إلى وضع غير سليم وتوقفه عن دفع التزاماته ولكن يظل هذا ليس السبب الواضح وهنالك اسباب مخفية حتى الآن.

## مافيا الاقتصاد
قال د. الهمداني: كانت الأمور تجري طبيعياً سارع البنك المركزي بوضع يده على البنك الوطني ووصف الدكتور احمد الهمداني- رئيس مجلس إدارة البنك الوطني- من يقفون وراء اشهار افلاس البنك بأنهم «مافيا اقتصادية»، مؤكداً بأن البنك الوطني يصفى بطريقة اجبارية ومتعسفة من قبل البنك المركزي، مشيراً إلى حصول ذلك رغم ان البنك لم يشهر افلاسه بعد. جاء ذلك في مرافعة للهمداني قدمها يوم امس عقب قرار استئناف نيابة المحكمة الجزائية المتخصصة في قضايا امن الدولة بالإفراج عنه، مبدياً استغرابه من صدور ثالث قرار افراج عنه في الوقت الذي مازال يقبع في السجن رغم تقديمه كافة الضمانات المطلوبة بموجب القرارات المتتالية بالإفراج والمسجلة في محاضر الجلسات. ولقد نفى الهمداني امام رئاسة المحكمة ان يكون بنكه قد افلس في فترة اعلان افلاسه من قبل البنك المركزي مطلع العام الماضي، مؤكداً ان البنك حقق ارباحاً خلال تلك الفترة «يناير-ديسمبر 2005م» قدرها ب«420» مليون ريال وفائض مالي يزيد عن مليارين، وانه يوم الاغلاق كانت لديه ودائع لدى وزارة المالية تقدر ب«6» مليارات بصورة مشاريع واستثمارات قيد الإنجاز، مستشهداً على سلامة الموقف المالي للبنك بتقرير الشركة الاميركية الفاحصة بعد قرار وضع اليد التي اكدت -حسب قوله- الارقام التي اوردها حول موقف البنك المالي، مستغرباً من عدم الاخذ بذلك التقرير رغم ان الشركة الفاحصة تحظى بثقة الحكومة اليمنية كونها نفس الشركة التي يتعامل معها البنك المركزي اليمني والجهاز المركزي للرقابة والمحاسبة وتتولى فحص حساباتها. وكانت الجلسة التي عقدت برئاسة القاضي نجيب القادري المخصصة للاستماع إلى المرافعات الختامية من محامي بقية المتهمين حددت موعداً للنطق بالحكم في قضية البنك الوطني التي مازال يسيطر عليها الغموض والريبة. وكانت الجلسة قد اقرت الإفراج عن جميع المتهمين في هذه القضية بالضمان التجاري باستثناء الدكتور الهمداني، وكذا المتهم بقرار تكميلي الحادي عشر «اليافعي» المنسوبة له تهمة تزوير شيكات بمبلغ يزيد عن «151» الف دولار.

## المناشدة الرئاسية للتدخل
ناشد الدكتور أحمد علي الهمداني فخامة الأخ علي عبد الله صالح، رئيس الجمهورية التدخل السريع لوقف الإجراءات التي اتخذها البنك المركزي وكان د. الهمداني قد بعث برسالة إلى فخامة رئيس الجمهورية وطلب نشرها في جريدة «الأيام».

تلقت جريدة «الأيام» ردا من الأخ د.أحمد علي الهمداني، رئيس مجلس إدارة البنك الوطني للتجارة والاستثمار الذي وضع البنك المركزي اليمني اليد عليه، عقب فيه على ما جاء على لسان الأخ أحمد عبد الرحمن السماوي، محافظ البنك المركزي اليمني في مجلس الشورى وقد نشرته «الأيام» يوم السبت 25/11/2006م، وعملا بحق الرد ننشر رده: «بخصوص إشارته إلى أن البنك الوطني قد أفلس فهذا كذب وافتراء فالبنك الوطني لم يشهر إفلاسه على الإطلاق ولا يوجد محضر للجمعية العمومية بذلك وهذا محض افتراء وكذب. والعجب كل العجب لكلام محافظ البنك المركزي اليمني فهو يعلم أن بنوكاً أخرى، وعددها ثمانية – كما قال – كانت مرشحة للسقوط، وكونه يقول مثل هذا الكلام تحت قبة مجلس الشورى فهذا الكلام في حد ذاته خطير للغاية ويدل على أن المحافظ والبنك المركزي يتستران ويخفيان الكثير عن تلك البنوك التي ذكرها، وكلامه خطير لأنه يروج لتخويف ثمانية بنوك عاملة في القطاع المصرفي في اليمن وهذه البنوك تمثل نسبة لا تقل عن 60% من إجمالي البنوك العاملة في الجمهورية اليمنية مرشحة للسقوط وهذا الكلام لا يمكن أن يأتي من مسؤول كبير مثل محافظ البنك المركزي إلا أنه قاله بالفعل. وهو بذلك يخلق جواً مشحوناً يصيب المتعاملين مع البنوك بالخوف والقلق على مدخراتهم وودائعهم وهذا يعكس نفسه بطبيعة الحال على سلامة القطاع المصرفي اليمني في الداخل والخارج، مما يفقد البنوك اليمنية الثقة في التعامل معها.
والحقيقة تتطلب منه أن يضع مجلس الشورى ومجلس النواب في الصورة، ويطلعهم على حقيقة أوضاع تلك البنوك الثمانية التي أشار إليها ويتستر عليها حتى الآن ولا بد من مساءلته عن هذه الواقعة المريرة والمضرة باقتصاد البلاد والعباد. أما البنك الوطني فإنه كان يحتل المرتبة ما بين ثمانية إلى عشرة بين البنوك اليمنية كلها وذلك بموجب تقارير البنك المركزي نفسه ونؤكد أن البنك الوطني لم يعلن إفلاسه ولم يكن على وشك الإفلاس ولا نريد أن نذكر الأخ أحمد عبد الرحمن السماوي، عن الحال الذي أوصل إليه البنك اليمني للإنشاء والتعمير أثناء توليه رئاسة ذلك البنك، وهذا معروف لدى الجميع ولا نريد أن نذهب أبعد من ذلك لأننا نريد أن يعرف الناس من هو صاحب الإدارة السيئة. أما الدكتور أحمد علي الهمداني فهو معروف وبتواضع شديد وهو الوحيد الذي ساهم في تأسيس أربعة بنوك يمنية وهو الذي قام بإعادة هيكلة بنك الاعتماد الدولي بعد انهياره وأنشأ البنك التجاري اليمني بدلاً عنه وحافظ على كل مدخرات وودائع وأصول البنك، كما أن الدكتور الهمداني هو أول من قام بدمج بنكين هما: بنك التعاون وبنك التسليف الزراعي في بنك واحد، فلا داعي للكلام عن سوء الإدارة عند من هو مقتدر يشار إليه بالبنان وبالمقدرة وحسن الإدارة. وهنا نود أن نشير إلى النقص في السيولة التي تعرض لها البنك الوطني لفترة وجيزة كانت في الأساس بسبب المبالغ التي كانت للبنك الوطني لدى وزارة المالية، التي قدمها البنك الوطني لمشاريع حكومية لمقاولين معتمدين لدى الجهات الحكومية المانحة لتلك المشاريع، وقد كان البنك المركزي مطلع ويعلم بتلك المستحقات للبنك الوطني كما كان البنك المركزي يعلم بتوجيهات فخامة الأخ رئيس الجمهورية ودولة رئيس الوزراء إلى وزارة المالية بسداد مستحقات البنك الوطني التي وصلت إلى ستة مليارات ريال، ولكن وللأسف لم يتعامل البنك المركزي بمهنية وبمسؤولية لمعالجة تلك المشكلة الآنية إنما ذهب للترويج للإشاعات وخلق البلبلة المتعمدة في الوقت الذي كنا نسعى للحصول على أموال البنك الوطني من وزارة المالية.

قالت لجنة تصفية البنك الوطني للتجارة والاستثمار أنها قامت بصرف ما يقارب 6 مليارات ريال ونصف المليار أي ما نسبته 39 % من اجمالي الديون أو الودائع المستحقة على البنك قبل وضع اليد عليه من قبل البنك المركزي 2005م. وأوضح رئيس اللجنة في تقرير مفصل عن عملها منذ بداية 2006م أمام جلسة للشعبة الجزائية الإستئنافية المتخصصة برئاسة القاضي محمد الحكيمي " اللجنة قامت خلال مراحل بإجراءات الجرد والترحيل وتحديد الالتزامات للمدينين والموجودات في البنك أو التي هي لدى المدانين أو في البنوك الخارجية وإقفال حسابات البنك السابقة وفتح حسابات جديدة وإعلان انتهاء مسؤولية البنك عن الضمانات السابقة". وأضاف في الجلسة التي حضرها محامو الخصوم والمودعين" تم صرف الودائع والالتزامات التي هي على البنك في ثلاث دفع منذ بداية العام الماضي وأن الدفعتين الثانية والثالثة تحصلت عليها اللجنة من المدانين. وأشار إلى أن اللجنة لم تستطع التصرف والسيطرة على معظم الاصول الثابتة والمتحركة التي كان البنك يمتلكها. من جانبه رئيس مجلس إدارة البنك أحمد الهمداني أنه يرفض قبول التقرير ما لم يكن معمدا من شركة محاسبية وقانونية، وطالب من لجنة التصفية تقديم تقرير عن أعمالها بشكل سنوي بعد أن تحدد أسماء المودعين والمبالغ المستحقة لهم. ولقد اضاف الهمداني" إدارة البنك كانت تمنح القروض بعلم البنك المركزي الذي لم يكن يعترض حينها وبطرق قانونية ضمانات أكيدة"، متهما من وضع اليد على البنك بعدم التحرز على وثائق البنك وخاصة المتصلة بالضمانات. وقد قام محامي لجنة التصفية طالب من المحكمة إلزام رئيس مجلس إدارة البنك الدكتور الهمداني بسرعة سداد كافة القروض التي منحها دون ضمانات، وإصدار قرار بحجز ممتلكاته كإجراء وقائي إضافة إلى إصدار قرار يجيز للجنة التصفية بيع العقارات المرهونة للبنك الخاصة بالمدانين حتى تتمكن اللجنة من سداد التزامات البنك وإعادة أموال المودعين. وطالب بإلزام جهة الضبط القضائي والنيابة بالمتابعة المستمرة للمدانين حتى يفوا بالتزاماتهم تجاه البنك. ولقد أقرت المحكمة في ختام جلستها اليوم بحضور أعضاء مجلس الإدراة السابقين المستأنف ضدهم، تأجيل الترافع وتمكين النيابة من الرد على الدفوع والطعون المقدمة من احمد الربع ومحمد الخولاني، إضافة إلى تمكين من يتمتعون بصفة عضوية مجلس إدارة البنك سابقا من الاطلاع على تقرير لجنة التصفية التي من المقرر أن ترد على عريضة الهمداني في الجلسة القادمة. وكانت محكمة درجة أولى قد حكمت بحبس المدان احمد الهمداني بتهمة تبديد اموال البنك الوطني لمدة سنتين ويظل مسؤولا عن القروض والتسهيلات الممنوحة بدون ضمانات.

1. 
2. 
3. 
4. 
5. 
6. 
7. 
8. 
9. 